# Verghereto
Verghereto é uma comuna italiana da região da Emília-Romanha, província de Forlì-Cesena, com cerca de 2.026 habitantes. Estende-se por uma área de 117 km², tendo uma densidade populacional de 17 hab/km². Faz fronteira com Badia Tedalda (AR), Bagno di Romagna, Casteldelci (PU), Chiusi della Verna (AR), Pieve Santo Stefano (AR), Sant'Agata Feltria (PU), Sarsina.

## Demografia
| Variação demográfica do município entre 1861 e 2011                               |
|                                                                                   |
| Fonte: Istituto Nazionale di Statistica (ISTAT) - Elaboração gráfica da Wikipedia |